# Terra Boa (Republika Zielonego Przylądka)
Terra Boa – miejscowość leżąca na zachodnim wybrzeżu wyspy Sal w Republice Zielonego Przylądka. W 2010 roku liczyła 131 osób.